# تیم‌لب پلانیتس توکیو
تیم‌لب پلانیتس توکیو (انگلیسی: TeamLab Planets TOKYO DMM.com) یک مرکز هنری است که از فناوری دیجیتال استفاده می‌کند. این مرکز هنری در تویوسو در توکیو قرار دارد.